# مهد رحمن زابل
مهد رحمن زابل هو لاعب كرة قدم ماليزي في مركز الدفاع، ولد في 25 يوليو 1982 في سرمبن في ماليزيا. لعب مع جوهور دار التعظيم وفيلدا يونايتد.